# ۲٬۱-دی‌کلرواتان
۲،۱-دی‌کلرواتان (به انگلیسی: 1,2-Dichloroethane) یک ترکیب شیمیایی است. شکل ظاهری این ترکیب، مایع بی‌رنگ است.